# Dignac
Dignac település Franciaországban, Charente megyében. Lakosainak száma 1373 fő (2022. január 1.). Dignac Dirac, Rougnac, Sers, Torsac és Magnac-lès-Gardes községekkel határos.

## Népesség
A település népessége az elmúlt években az alábbi módon változott:
| Lakosok száma | 843  | 1147 | 1230 | 1280 | 1319 | 1315 | 1322 | 1355 | 1356 | 1373 |
|               | 1968 | 1982 | 1990 | 2006 | 2013 | 2015 | 2017 | 2019 | 2020 | 2022 |